# Assinatura do Tratado de Lisboa

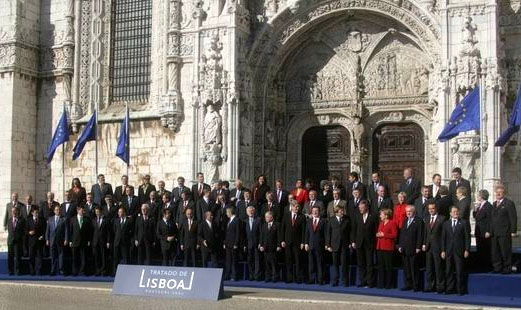
"Foto de família" após a assinatura do Tratado no Mosteiro dos Jerónimos.

A assinatura do Tratado de Lisboa teve lugar em Lisboa, Portugal, em 13 de dezembro de 2007. O governo de Portugal, em virtude do exercício da Presidência do Conselho da União Europeia na altura, organizou a cerimónia no Mosteiro dos Jerónimos, no mesmo lugar onde Portugal assinou a sua adesão à União Europeia (UE), em 1 de janeiro de 1984. Os representantes dos 27 Estados-membros assinaram o Tratado como plenipotenciários, marcando o fim das negociações que tiveram início em 2001. Além disso, pela primeira vez, um tratado da UE também foi assinado pelos presidentes das três principais instituições da UE. Após a cerimónia os chefes de Estado e de Governo fizeram um passeio de elétrico juntos, simbolizando a fraternidade entre os países europeus a caminho da integração europeia.

## História
A diplomacia que levou à negociação política contida no Tratado de Lisboa (então designado "Tratado Reformador") foi uma grande conquista da presidência do Conselho por parte da Alemanha, liderada pela Chanceler Angela Merkel, no primeiro semestre de 2007. Na reunião do Conselho Europeu, em 18 e 19 de outubro de 2007, Portugal, que sucedeu a Alemanha como titular da Presidência, insistiu para que o Tratado fosse assinado em Lisboa, a capital portuguesa. O pedido foi concedido, e o Tratado passou, assim, a ser chamado de Tratado de Lisboa, em consonância com a tradição dos tratados da União Europeia. A presidência portuguesa foi designada para a tarefa de organizar um programa e uma cerimónia para a assinatura do tratado, no final de 2007, mais especificamente para 13 de dezembro.

## Cerimónia

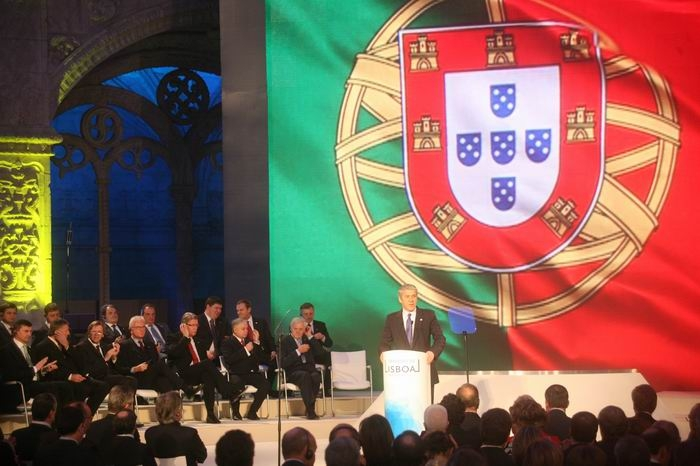
José Sócrates, no seu discurso antes da cerimónia de assinatura.

Às 10 horas, os plenipotenciários dos 27 Estados-membros, bem como os presidentes das três principais instituições da UE, começaram a chegar ao Mosteiro dos Jerónimos com os seus cortejos. Eles, por sua vez, encontraram-se e receberam as saudações de boas vindas do Primeiro-Ministro José Sócrates e do Ministro dos Negócios Estrangeiros Luís Amado. Quando todos os participantes e o público estavam sentados dentro do mosteiro, um coro de crianças portuguesas, acompanhadas por um piano, executaram a versão original alemã do hino da Europa, Ode à Alegria de Ludwig van Beethoven. Após este interlúdio, o presidente da Comissão Europeia, José Manuel Durão Barroso, o presidente do Parlamento Europeu, Hans-Gert Pöttering e o primeiro-ministro de Portugal (na qualidade de presidente do Conselho Europeu), José Sócrates, respetivamente, realizaram os seus discursos, ressaltando a importância histórica do dia. Cerca do meio-dia, a cerimónia de assinatura começou, com os representantes dos 27 Estados-membros assinando o tratado dentro da ordem estabelecida: alfabeticamente, pelo nome original de cada país. Posteriormente, a famosa cantora portuguesa Dulce Pontes protagonizou um momento musical. O programa no Mosteiro dos Jerónimos terminou com uma tradicional "foto de família" dos líderes, no Portão Sul do edifício histórico.

### Assinaturas
Os representantes dos Estados-membros assinaram o tratado pela seguinte ordem:

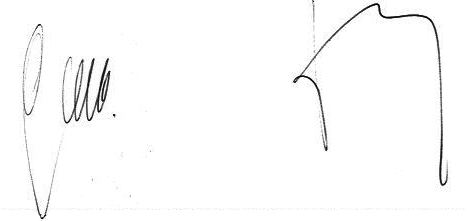
1.  Bélgica: Guy Verhofstadt Karel de Gucht
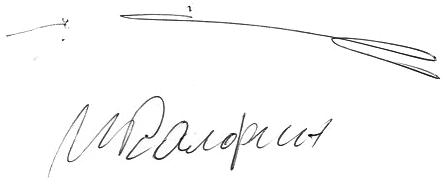
2.  Bulgária: Sergei Stanishev Ivailo Kalfin
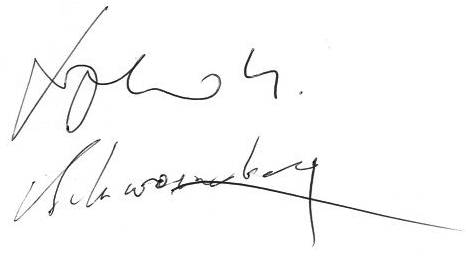
3.  República Checa: Mirek Topolánek Karel Schwarzenberg
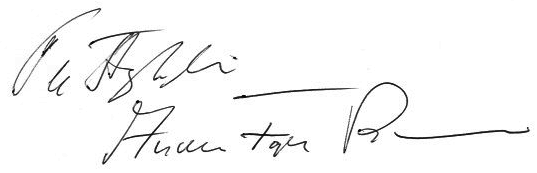
4.  Dinamarca Anders Rasmussen Per Stig Møller
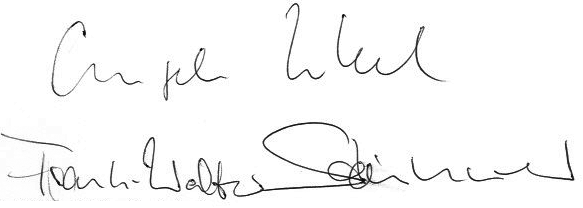
5.  Alemanha: Angela Merkel Frank-Walter Steinmeier
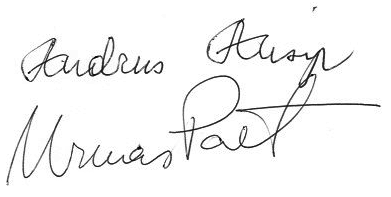
6.  Estónia: Andrus Ansip Urmas Paet
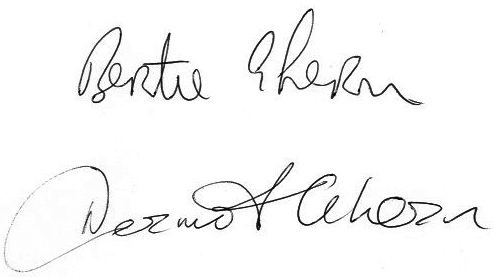
7.  Irlanda: Bertie Ahern Dermot Ahern
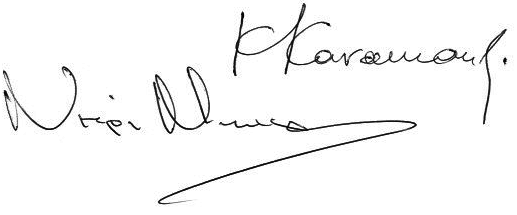
8.  Grécia: Konstantinos Karamanlis Theodora Bakoyannis
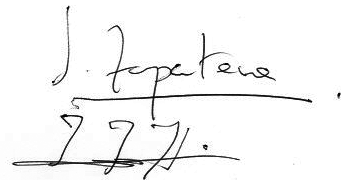
9.  Espanha: José Luis Zapatero Miguel Ángel Moratinos
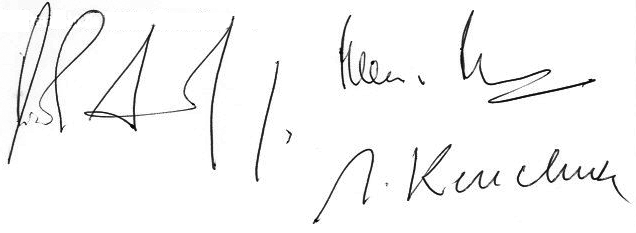
10.  França: Nicolas Sarkozy François Fillon Bernard Kouchner
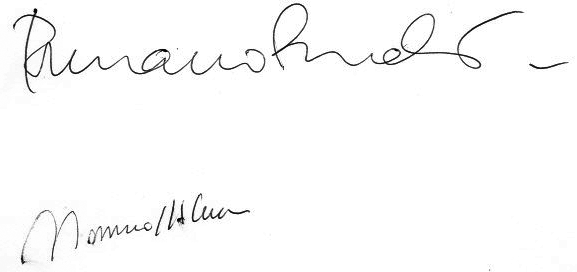
11.  Itália: Romano Prodi Massimo D’Alema
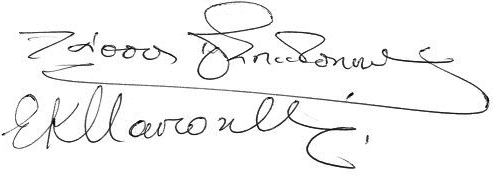
12.  Chipre: Tassos Papadopoulos Erato Kozakou-Marcoullis
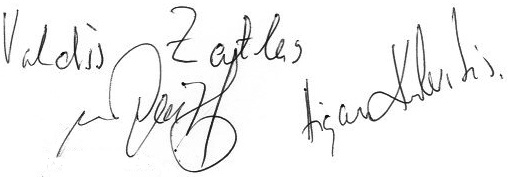
13.  Letónia: Valdis Zatlers Aigars Kalvitis Maris Riekstins
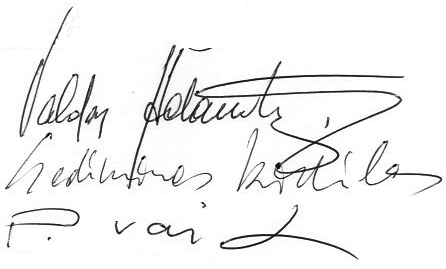
14.  Lituânia: Valdas Adamkus Gediminas Krirkilas Petras Vaitiekunas
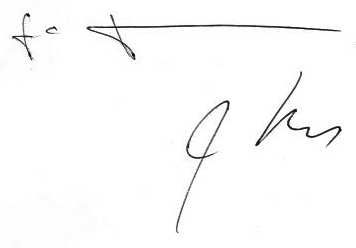
15.  Luxemburgo: Jean-Claude Juncker Jean Asselborn
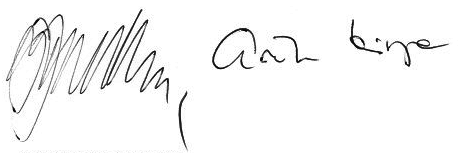
16.  Hungria: Ferenc Gyurcsány Kinga Göncz
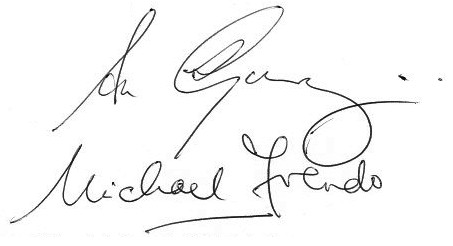
17.  Malta: Lawrence Gonzi Michael Frendo
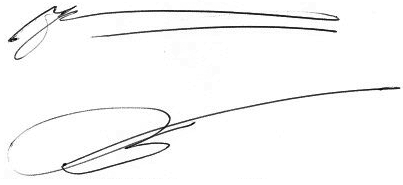
18.  Países Baixos: Jan-Peter Balkenende Maxime Verhagen
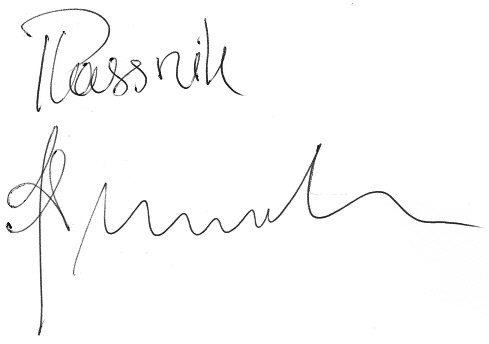
19.  Áustria: Alfred Gusenbauer Ursula Plassnik
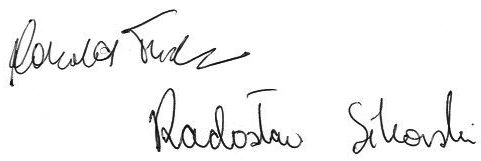
20.  Polónia: Donald Tusk Radoslaw Sikorski
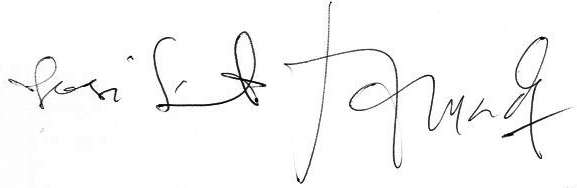
21.  Portugal: José Sócrates Luis Amado
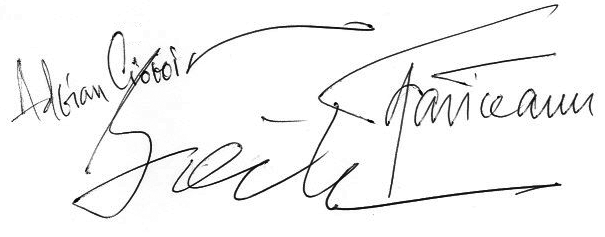
22.  Roménia: Traian Băsescu Călin Popescu-Tăriceanu Adrian-Mihai Ciorianu
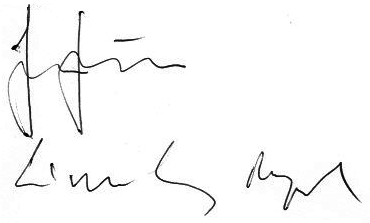
23.  Eslovénia: Janez Jansa Dimitrij Rupel
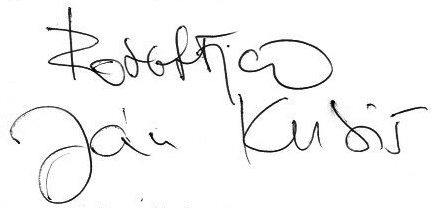
24.  Eslováquia: Robert Fico Ján Kubis
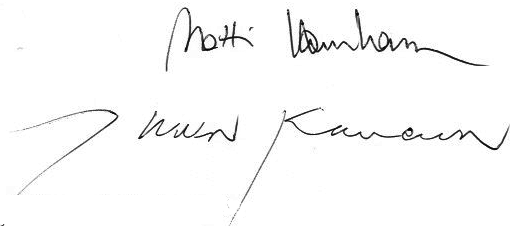
25.  Finlândia: Matti Vanhanen Ilkka Kanerva
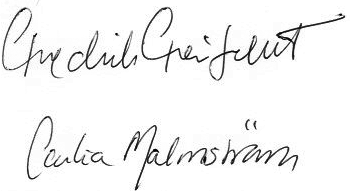
26  Suécia: Fredrik Reinfeldt Cecilia Malmström
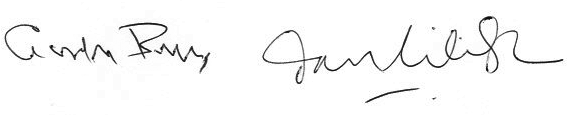
27.  Reino Unido: Gordon Brown David Miliband

### Local e decoração
A presidência portuguesa decidiu organizar a cerimónia de assinatura no Mosteiro dos Jerónimos, construído em 1502, em Belém, Lisboa, até porque foi neste local que Portugal assinou a sua adesão à União Europeia, em 1984.
A assinatura num pódio com um grande ecrã LCD em segundo plano, exibindo a bandeira nacional do Estado-membro respectivo durante a assinatura do Tratado pelos seus representantes.

### Ausência de Gordon Brown
O primeiro-ministro britânico Gordon Brown foi o único representante nacional que estava planeado para assinar o tratado na cerimónia e que não o fez, deixando o Ministro dos Negócios Estrangeiros David Miliband a assinar o documento sozinho. Em vez disso, Brown assinou o documento durante o almoço oferecido aos chefes de Estado e de Governo, horas mais tarde. A obrigação de comparecer perante uma comissão de parlamentares britânicos foi citada como o motivo da sua ausência. A oposição criticou-o, dizendo que isso era uma "desculpa esfarrapada". Os conservadores alegaram que o fez parecer "cobarde", e que Brown "não era muito bom em diplomacia internacional". Os Liberais Democratas reivindicaram levantado "sérias dúvidas" e Chris Huhne disse que mostrou "inepto e impertinente comportamento que deixa a reputação de honestidade de Gordon Brown com nossos parceiros da UE por um fio"". Peças da mídia britânica também criticaram Brown, por isso, sugerindo que ele fez isso porque ele tinha vergonha de assinar o Tratado, com Nick Robinson, editor político da BBC, afirmando que Brown era capaz de ir cantar mas optou por não o fazer.

## Viagem de elétrico e o almoço no Museu dos Coches

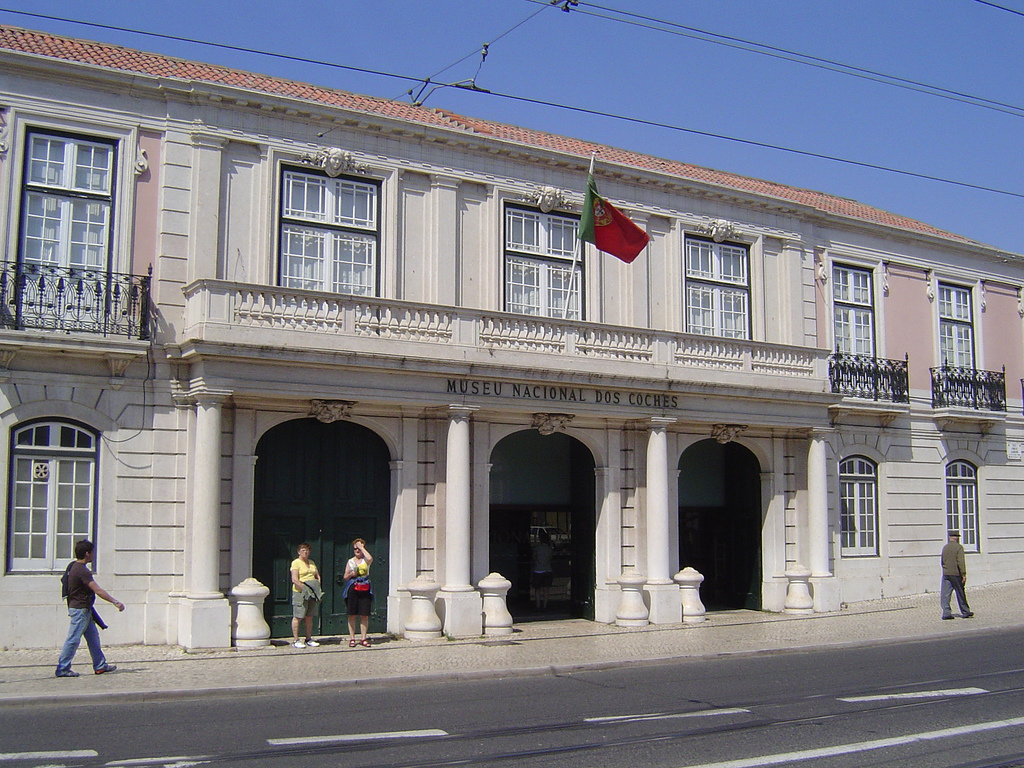
Museu Nacional dos Coches.

Depois da "foto de família" fora do mosteiro, os líderes tomaram um passeio, juntos, num dos famosos elétricos de Lisboa. Esta forma incomum de transporte dos chefes de Estado e de Governo foi descrita como um símbolo da fraternidade dos países europeus a caminho da integração europeia. A viagem terminou no Museu Nacional dos Coches, onde um almoço festivo foi servido, no meio da coleção histórica de carruagens reais. O atraso do controverso primeiro-ministro britânico Gordon Brown acabou com este a chegar ao museu e a assinar o Tratado lá.

## Manifestações e críticas
Os manifestantes estavam presentes em Lisboa, quando foi assinado o Tratado. Por exemplo, o grupo de pressão britânica I Want a Referendum organizaram uma manifestação contra a ratificação do Tratado no Reino Unido, apenas pela aprovação do Parlamento britânico, sem ter de ser feito um referendo.
O Tratado de Amesterdão instituiu Bruxelas como a sede de todos os Conselhos Europeus ordinários e como a co-assinatura incidiu com um desses encontros, houve desacordo quanto ao local. Bélgica, ansiosa para não definir qualquer precedente na realização das reuniões obrigatórias fora de Bruxelas contra o Tratado, queria que a reunião fosse em Bruxelas, tal como a presidência portuguesa da União Européia queria que fosse em Lisboa, a fim de chamar ao tratado, o Tratado de Lisboa.
O resultado foi assinar Tratado em Lisboa e, em seguida, continuar a reunião em Bruxelas, o que se tornou num convite aberto para os meios de comunicação atacarem os líderes para a tomada de 27 viagens de avião separadas desnecessárias, comprometendo a política ambiental da UE, assim como procurou obter apoio internacional por trás de um acordo pós-Quioto. No final, alguns líderes (como os três líderes Benelux) viajaram juntos.

## Cobertura televisiva
A cobertura televisiva da cerimónia foi produzida pela Rádio e Televisão de Portugal (RTP), a emissora pública de Portugal. A cerimónia foi transmitida ao vivo, por exemplo, no sítio da presidência portuguesa, bem como nas redes de notícias internacionais de televisão, incluindo o Euronews.

### Reportagens
- European leaders sign new EU treaty in Lisbon, EurActiv (em inglês)
- EU leaders sign landmark reform treaty with British PM absent, AFP (em francês)
- Leaders Commit to EU's Future by Signing the Lisbon Treaty, Deutsche Welle (em alemão)
- EU leaders to sign up to new treaty, EUobserver (em inglês)
- Brown flies to Lisbon for belated EU treaty signing, The Guardian (em inglês)
- It is polite to turn up on time, The Guardian (em inglês)
- Brown signs EU Treaty as experts warn UK will surrender control of immigration, Daily Mail (em inglês)